# Mustafa Balel
Mustafa Balel (n. 1 septembrie, 1945, Sivas, Turcia) este un romancier, nuvelist și traducător turc.
În 1968, a absolvit în limba și literatura franceză la Universitatea Gazi din Ankara. În 1972, el a inceput sa scrie criticii literare în ziare și reviste în multe prestigiu din Istanbul.Apoi a început să scrie povestiri și romane pentru adulti si copii. El a tradus, de asemenea, patruzeci de cărți de literatură franceză.
El și-a descris impresiile despre București în 1983 în cartea sa Bükreş Günleri (1985).) O colecție de povestiri selectate și traduse de limba romana Niculina  Oprea și Florin Logreșteanu sub titlul Inițiatoarea (2014) a fost publicat în Editura Tracus Arte.

## Lucrări
Nuvele:
- Kurtboğan (Monkshood, 1974),
- Kiraz Küpeler (Cherry Earrings, 1977),
- Gurbet Kaçtı Gözüme (Foreign Lands Get In My Eyes, 1983),
- Le Transanatolien (1988, în limba franceză, Paris ),
- Turuncu Eleni (Eleni, the Orange Color, 1992 ).
- Karanfilli Ahmet Güzellemesi (Praise for Ahmet With Carnation, 2005)
- Etiyopya Kralının Gözleri (The eyes of the King of Ethiopia, 2011)
- Inițiatoarea (în Editura Tracus Arte, 2014)

Romane:
- Peygamber Çiçeği (Cornflower, 1981),
- Asmalı Pencere (Window With the Grapevine, 1984).
- پنجره‌ای به شاخسار تاک (Window With the Grapevine, roman in Persian, Peydayesh Publishing, Tehran, 2017)

Romane pentru copii:
- Bizim Sinemamız Var (We Have Cinema, 1979),
- Cumartesiye Çok Var mı? (Is it Long to Saturday?, 1981).
- Nöbetçi Ayakkabıcı Dükkânı (Shoemaker's Store Open 24 hours, 2005).
- Havlamayı Unutan Köpek (The Dog Who Forgets to Bark, 2012).
- Ressamın Kedisi (The Painter's Cat, 2014).
- جامه‌های سفیر (Costumes of the consul, roman in Persian, Hamshahri Collection, Teheran, 2015)

Nuvele pentru copii (Bilingual Books):
- Berke'nin Badem Şekerleri / Berke's Almond Candies (2007)
- Sincaplı Kalemtıraş / The Squirrel Pencil Sharpener (2007)
- Renkli Tebeşirler / Colored Chalk (2007)
- Kiraz Tokalı Kız / The Girl with the Cherry Barette (2007)
- Piknikte / The Picnic (2007)

Literatură de voiaj:
- Bükreş Günleri (Days of Bucharest, 1985)
- İstanbul Mektupları (Letters from Istanbul, 2009)